# ولی لامپی
ولی لامپی (فنلاندی: Veli Lampi؛ زادهٔ ۱۸ ژوئیهٔ ۱۹۸۴) بازیکن فوتبال اهل فنلاند است.
از باشگاه‌هایی که در آن بازی کرده‌است می‌توان به باشگاه فوتبال هلسینکی، باشگاه فوتبال زوریخ، باشگاه فوتبال ویلم دوم، باشگاه فوتبال آرسنال کی‌یف، و باشگاه فوتبال واسان پالوسئورا اشاره کرد.
وی همچنین در تیم‌های ملی فوتبال زیر ۲۱ سال فنلاند، و فنلاند بازی کرده‌است.